# Repestarr
Repestarr (Carex loliacea) tillhör släktet starrar inom familjen halvgräs. 